# Dicranopteris cantonensis
Dicranopteris cantonensis là một loài dương xỉ trong họ Gleicheniaceae. Loài này được Ching Ching mô tả khoa học đầu tiên năm 1940.